# Seznam esperantských časopisů
Celkem vychází asi 110 esperantských časopisů.

## Seznam esperantských časopisů
Mezi nejdůležitější esperantské časopisy patří:
- Budapeŝta Informilo
- El Popola Ĉinio
- Esperanto
- Fonto
- Heroldo de Esperanto
- Homo kaj Kosmo
- Hungaro Vivo
- Juna Amiko
- La Ondo de Esperanto
- Monato
- Monda Lingvo-Problemo – vědecká revue v různých jazycích a s rozsáhlým resumé v esperantu
- Scienca Mondo